# Eupithecia guinardiaria
Eupithecia guinardiaria là một loài bướm đêm trong họ Geometridae.